# Palacio de Oskar Schön
El Palacio de Oskar Schön — también conocido como Nuevo Palacio Schön, es una de las dos residencias de la familia Schön, construida en 1903. ubicada en la confluencia de los distritos actuales y, en el momento de su creación, los asentamientos: Ostra-Górka y Sielec, en la orilla izquierda del río Czarna Przemsza. Actualmente, el palacio está situado en el centro de Sosnowiec en Polnia

## Arquitectura
El palacio es un edificio de estilo ecléctico, con una torre neogótica distintiva en el estilo del gótico inglés. La mayor parte del cuerpo del edificio tiene características neogóticas, pero también se pueden ver características en estilo neorrománico, neobarroco y Art Nouveau. El palacio en su parte noreste tenía un invernadero de vidrio.
El interior del palacio se caracteriza por una gran cantidad de elementos decorativos, típicos de la época. La parte central del interior del palacio es un vestíbulo y una espectacular escalera que conduce al primer piso. La magnífica sala de baile de dos pisos con interiores de estilo se basa en patrones de mediados del siglo XVIII. La romántica de los interiores de las residencias de los Schons se debía a la adición de escaleras de caracol ocultas y pasajes secretos en las paredes.